# Cartagina
Acest articol este despre orașul-stat Cartagina din nordul Africii. Pentru alte întrebuințări vedeți Cartago (dezambiguizare).

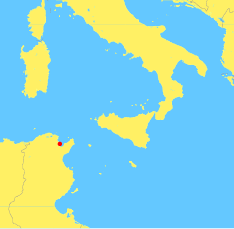
Amplasamentul sitului arheologic Cartagina din Tunisia

Cartagina (din limba feniciană Kart-Hadașt adică "Noul oraș", scris fără vocale precum în toate limbile semitice drept QRT HDȘT (قرة -حدشة  sau קרת חדשת), latină Carthago) a fost un oraș antic în Nordul Africii, localizat în partea estică a actualului liman al Tunisului, în prezent un cartier al orașului modern Tunis din Tunisia. Limba vorbită de cartaginezi se numea punică, fiind una din limbile semitice antice, care provenea din limba vorbită de fenicieni.
Cartagina a fost întemeiată de către negustorii fenicieni și, conform legendei, de către prințesa Didona (sau Elisa), sora lui Pigmalion. Colonia a ajuns să aibă o mare importanță economică, ce rivaliza cu cea a metropolelor feniciene.
Între 650 - 308 î.Hr. forma de guvernament a fost monarhia, iar între 308 și 146 î.Hr. a fost republică oligarhică condusă de un Senat Cartaginez (potrivit surselor romane) sau de Consiliul Bătrânilor (potrivit surselor grecești).
În jurul ei s-a format un adevărat imperiu, cea mai mare forță maritimă din Mediterana Occidentală până la Războaiele Punice cu Republica Romană.
Orașul era alimentat cu apă printr-un apeduct lung de 132 km, construit între anii 120-131 e.n., care aducea apă proaspătă din masivul muntos Djebel Zaghouan. Resturi ale acestui vechi apeduct roman se mai văd și azi la Mohammédia (la sud de Tunis).
Situl arheologic Cartagina este înscris pe lista patrimoniului cultural mondial UNESCO.

## Istorie

### Întemeierea
Cartagina a fost întemeiată de coloniști fenicieni veniți din Tir în secolul 9 sau 8 î.Hr. Pentru a se deosebi de vechea colonie Utica, ei au numit noua așezare "orașul nou" - în feniciană Kart-Hadașt. O tradiția antică fixează întemeierea orașului în anul 814 î.Hr.  Cele mai vechi vestigii arheologice pot fi datate în prima jumătate a secolului VIII-lea î.e.n.
Legenda întemeierii orașului Cartagina ne relatează cum prințesa feniciană Elisa, cunoscută la romani sub numele de Didona, regina si sora lui Pygmalion al Tyr-ului, a fugit de fratele ei însetat de putere care îi ucisese soțul, și a ajuns cu corăbiile pe coasta nord-africană. Căpetenia Berberilor locului i-a făgăduit atât pământ cât va putea să înconjure cu o piele de vacă. Elisa a tăiat pielea în fâșii foarte subțiri și cu ajutorul acestora a putut marca o bucată mare de pământ. Linia marcată de aceste fâșii a mărginit Byrsa, cetățuia în jurul căreia s-a dezvoltat mai târziu orașul Cartagina. După întemeierea orașului, Eliza s-a jerfit zeilor pe un rug de foc pentru a garanta bunăstarea orașului. O versiune a acestei legende este redată de poetul Vergil în lucrarea Aeneis.

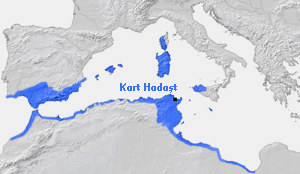
Imperiul punic

### Perioada punică
În primele două secole de la întemeiere, Cartagina era încă dependentă de Tyr, orașul-metropolă de unde proveneau coloniștii care o întemeiaseră. Când teritoriile feniciene au fost cucerite de persani în secolul al VI-lea î.Hr., tutela și influența metropolei au dispărut. În perioada următoare, Cartagina devine o putere maritimă și comercială, întemeind la rândul său colonii în: Sicilia, Sardinia, Corsica, pe insulele Baleare, pe coasta de nord a Africii și pe cea sudică a Spaniei, creându-și astfel un imperiu maritim și terestru.
Această extindere, însoțită de o politică agresivă, a pus Cartaginezii, ziși Puni (Poenii) de Greci și Romani, în conflicte permanente cu diversele colonii grecești în secolele al V-lea și al IV-lea î.Hr. (cele mai cunoscute fiind războaiele cu Siracuza și Nisa). În ciuda stării de război cu grecii, Punii au fost supuși unei puternice influențe culturale grecești în această perioadă, rămânând însă permanent aliați cu Etruscii.
Orașul a prosperat prin dezvoltarea comerțului maritim. În secolele al IV-lea și al III-lea î.Hr., Cartagina a devenit cel mai bogat oraș din zona mediteraneană, după Alexandria din Egipt. În el locuiau 400.000 de oameni, alți 100.000 trăind în zona agricolă limitrofă. Cele trei războaie punice împotriva Romei au condus în cele din urmă la prăbușirea Cartaginei. În timpul celui de-doilea război, trupele punice, conduse de renumitul general Hannibal, au constituit o adevărată amenințare pentru Roma.

### Perioada romană
După un asediu de trei ani, romanii conduși de Scipio Africanul au cucerit Cartagina în anul 146 î.Hr., încheind astfel cel de al treilea război punic, și, odată cu el, istoria Cartaginei independente.
Sub conducerea lui Hasdrubal, cetățenii Cartaginei s-au aparat cu vitejie. După cucerire, au urmat șase zile în care orașul a fost jefuit și distrus. Circa 50.000 de locuitori s-au predat romanilor care i-au vândut ca sclavi. O bună parte din supușii berberi ai Punilor se răsculaseră și luaseră parte Romanilor, câștigându-și astfel autonomia. Celebra lozincă a lui  Marcus Porcius Cato cel Bătrân (Ceterum censeo Carthaginem esse delendam – „Mai ales eu sunt de părere că trebuie distrusă Cartagina") a fost pusă în practică și construcțiile orașului dărămate una după alta până la temelii. Legenda potrivit căreia pe întreaga suprafață a fost presărată sare din belșug pentru a face terenul neroditor provine din secolul al XIX-lea și nu a fost dovedită până acum de izvoarele antice. Suprafața orașului a fost totuși pentru un secol în paragină.
Reformatorul politicii sociale romane Gaius Sempronius Gracchus încearcă să reîntemeieze în 122 î.Hr. Cartagina drept Colonia Iunonia Carthago. Aceast demers se lovește de opoziția senatului roman. După moartea violentă a lui Gracchus se renunță și la acest proiect. Reclădirea orașului Cartagina se datorează lui Gaius Iulius Caesar. În urma victoriei obținută de Julius Caesar împotriva lui Pompei în anul 46 î.Hr. s-a hotărât refacerea Cartaginei. Proiectul este finalizat sub domnia lui Augustus care colonizează 3000 de persoane în anul 29 î.Hr. în Cartagina. Noul oraș s-a numit Colonia Iulia Concordia Carthago.
Urmează o perioadă de dezvoltare înfloritoare a orașului provocată de comerțul cu cereale și ceramică. În secolul al II-lea î.Hr. orașul număra mai mult de 300.000 de locuitori și era după Roma, Alexandria, Constantinopol și Antiohia al cincilea oraș al imperiului roman.  Procuratorul Cartaginei a fost proclamat în anul 238 drept contraîmpărat, și chiar dacă această disidență a fost înabușită, ea a însemnat pentru împăratul Maximin Tracul începutul declinului domniei sale.
Cartagina a fost centrul creștinismului primitiv din nordul Africii occidentale, încă de la sfârșitul secolului al II-lea. Comunitatea creștină din Cartagina era, datorită mărimii orașului, une din cele mai puternice din imperiu, episcopul de aici fiind alaturi de cel din Roma, cel mai important episcop din jumătatea vestică a imperiului roman. Actele martirilor din Sicilium care au fost executați în Cartagina în anul 180 sunt cele mai vechi documente creștine în limba latină. În anul 203 își dau viața pentru credința creștină în arenele din Cartagina sfintele Perpetua și Felicitas. Astfel persecutați, creștinii cartaginezi dezvoltă o teologie dârză dar intolerantă, fără concesii, exprimată de părinți bisericești importanți ca Tertulian și Ciprian, care au trăit și predicat în Cartagina, influențând în mod decisiv literatura creștină de limbă latină. Ciprian a reprezentat comunitatea de acolo în perioada în care a fost episcop al Cartaginei (248-258) la nenumărate sinoade ale episcopilor africani. Majoritatea acestor întâlniri au fost prezidate de el drept prim episcop al provinciei proconsulare Africa. Autoritatea acestor sinoade s-a răspândit până în Spania, Galia și Italia, persecuțiile contra creștinilor amplificându-se în aceeași perioadă. Ciprian însuși a primit moartea martirică în 258. La sfârșitul secolului al IV-lea a studiat în Cartagina cel care avea să marcheze irevocabil teologia părții de vest a Europei: sfântul Augustin de Hipona.

### Antichitatea târzie și expansiunea islamică
În Antichitatea târzie, Cartagina este cucerită de poporul germanic al Vandalilor în anul 439, apoi recucerită de Romanii din răsărit (conduși de generalul Belisarius) în 533. În acest răstimp, creștinismul convinge, vrând, nevrând, pe toți Cartaginezii, de acum romanizați, precum și pe Vandali, dar se împarte între Arianiști și Ortodocși, care se înfruntă în mod violent. În anii 695-697, Cartagina creștină este asediată și distrusă de Arabii musulmani veniți din Egipt, și stabiliți deja de douăzeci de ani la Kairwan, în sudul provinciei. Nu departe aceștia construiesc o nouă cetate: Tunis. Locuitorii care au refuzat să treacă la religia musulmană au devenit sclavi sau au fost măcelăriți. Prin acest eveniment se încheie istoria Cartaginei și începe cea a Tunisiei.

## Galerie de imagini

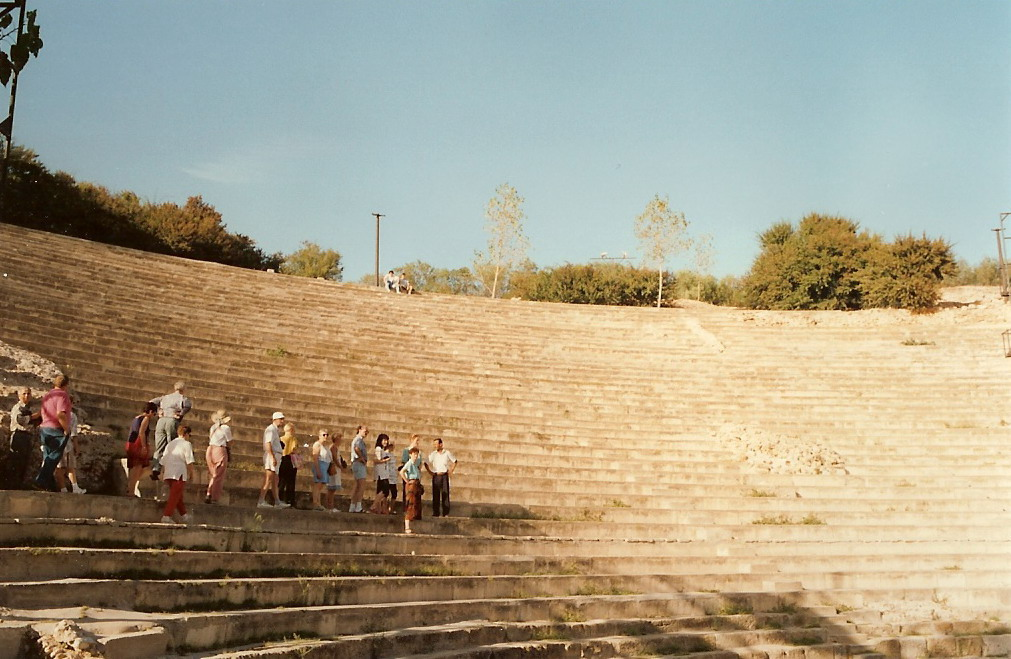
Cartagina (Teatrul roman)
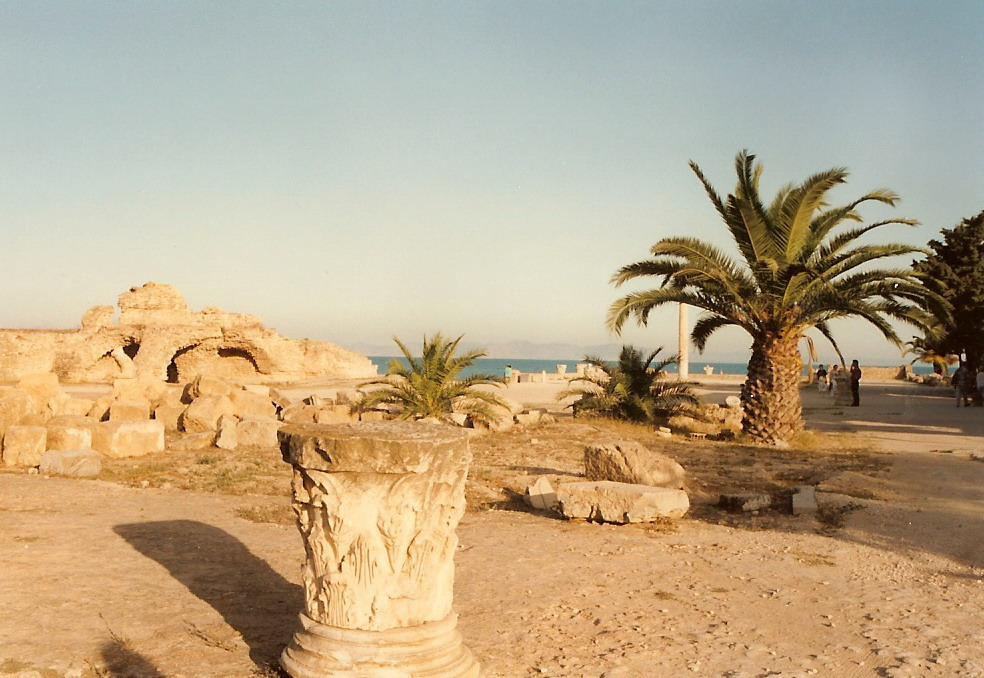
Cartagina (Termele lui Antoninus Pius, 146-162 d.C.)
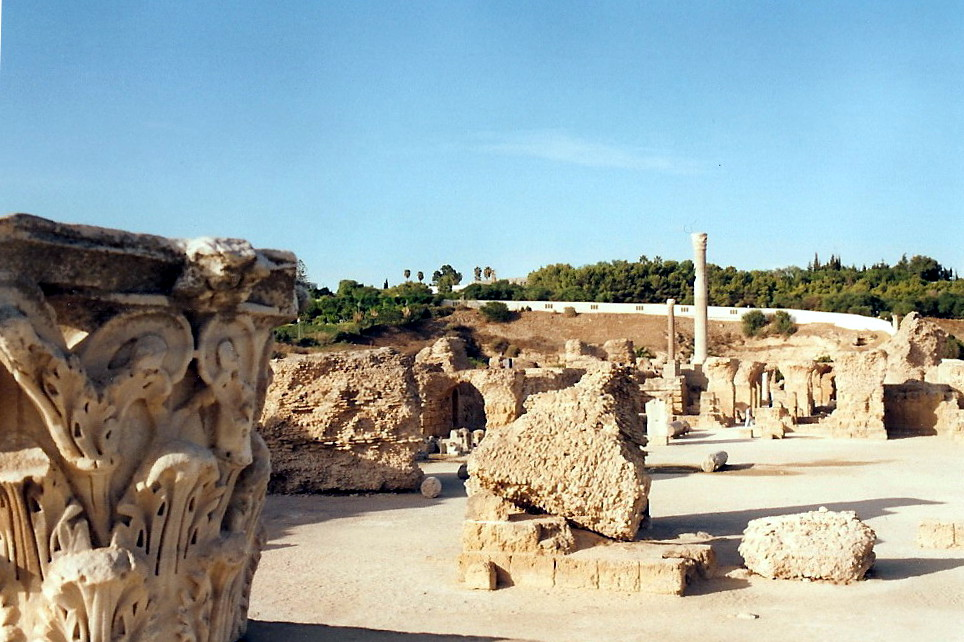
Cartagina (Termele lui Antoninus Pius, 146-162 d.C.)
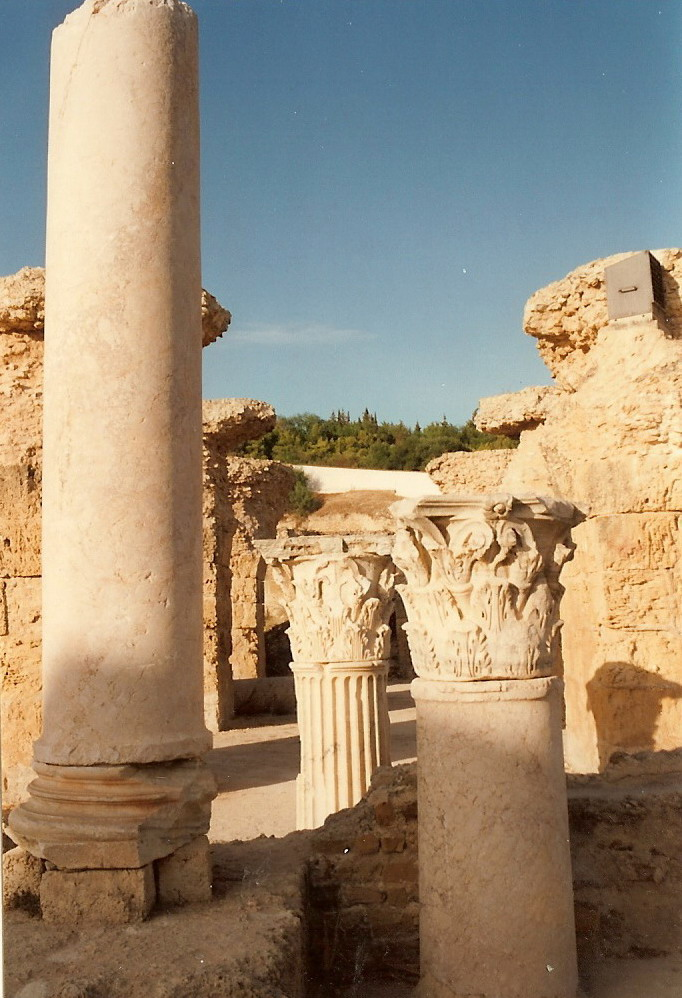
Cartagina (Termele lui Antoninus Pius, 146-162 d.C.)
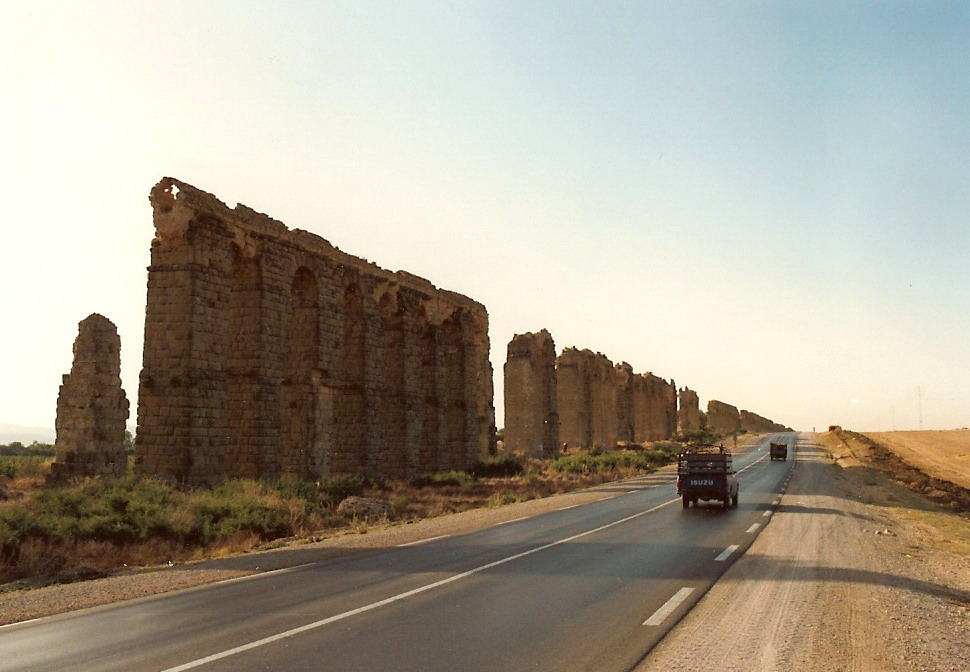
Mohammédia (Apeductul roman Djebel Zaghouan-Cartagina)
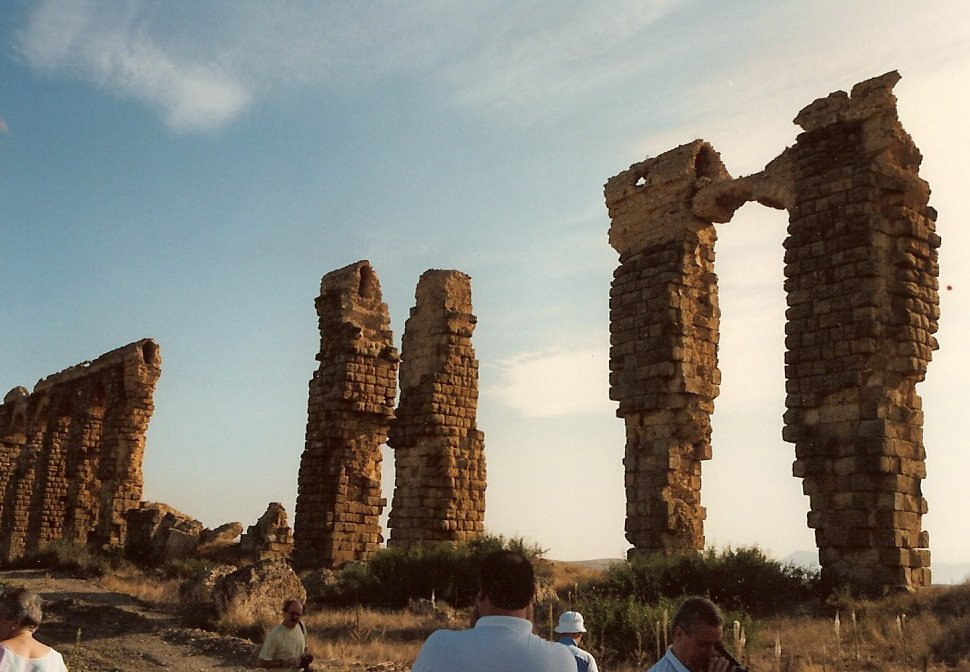
Mohammédia (Apeductul roman Djebel Zaghouan-Cartagina )
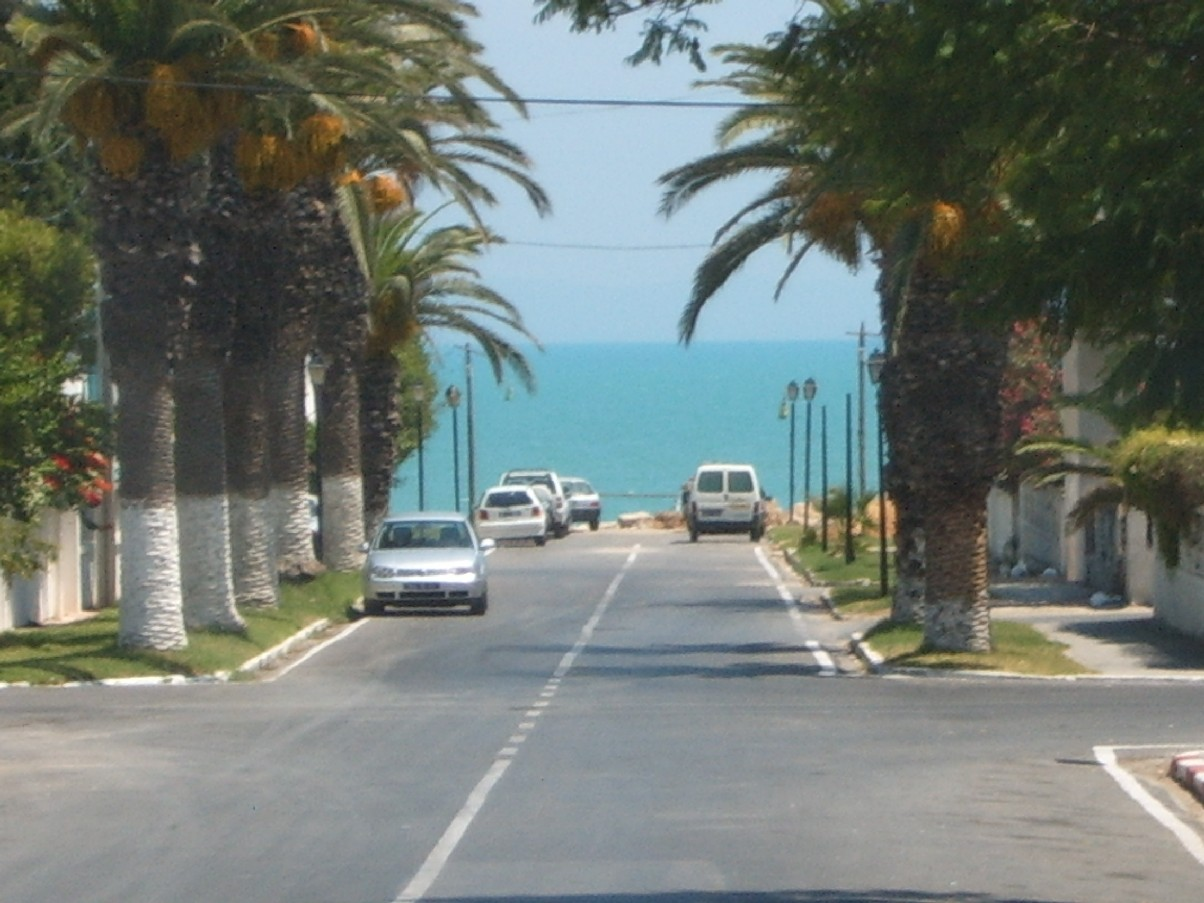
Stradă în Cartagina

## Literatură
- în limba engleză
  - Hannibal's Campaigns. Tony Bath. New York, NY: Barnes & Noble Books, 1981.
  - Late Carthaginian Child Sacrifice and Sacrificial Monuments in their Mediterranean Context. Shelby Brown. Sheffield: Sheffield Academic Press, 1991.
  - Carthage: Uncovering the Mysteries and Splendors of Ancient Tunisia. David Soren, Aicha Ben Abed Ben Kader, Heidi Slim. New York: Simon and Schuster, 1990.
  - The Phoenicians and the West:  Politics, colonies and trade. Maria Eugenia Aubet. Cambridge:  Cambridge University Press, 1987.

- în limba franceză
  - M’hamed Hassine Fantar: Carthage. La cité punique. Alif – Les éditions de la Méditerranée, Tunis 1995, ISBN 9973-22-019-6.
  - Bénichou-Safar, Hélène : Le tophet de Salammbô à Carthage - essai de reconstitution, Roma , École Française de Rome , 2004
  - Hugoniot, Christophe : Rome en Afrique - de la chute de Carthage aux débuts de la conquête arabe, Paris, Flammarion, 2000
  - Croizy-Naquet, Catherine : Thèbes, Troie et Carthage - poétique de la ville dans le roman antique au XIIe siècle, Paris , Champion , 1994
  - Decret, François : Carthage ou l'empire de la mer , Paris , ´Ed. du Seuil, 1977
  - Ferjaoui, Ahmed :  Recherches sur les relations entre l'Orient phénicien et Carthage  , Fribourg, Suisse , Éd. Univ. [u.a.] , 1993 , ISBN 3-7278-0859-4
  - La vie quotidienne à Carthage au temps d'Hannibal. Gilbert et Colette Charles-Picard. Paris: Hachette, 1958.
  - La légende de Carthage. Azedine Beschaouch. Paris: Gallimard, 1993.
  - Itineraria Phoenicia.Edward Lipinski. Leuven: Uitgeverij Peeters en Departement Oosterse Studies, 2004.
  - Carthage is also the codename of the mysterious fifth sector in the French animation series, Code Lyoko

- în limba germană
  - Walter Ameling: Karthago. Studien zu Militär, Staat und Gesellschaft. Beck, München 1993, ISBN 3-406-37490-5
  - Badisches Landesmuseum Karlsruhe (Hrsg.): Hannibal ad portas. Macht und Reichtum Karthagos. Begleitband zur großen Sonderausstellung in Karlsruhe. Karlsruhe 2004, ISBN 3-937345-00-0 (erschienen auch bei Theiss, Stuttgart, ISBN 3-8062-1892-7 und Wissenschaftliche Buchgesellschaft, Darmstadt)
  - Collette und Gilbert Charles-Picard: Karthago. Leben und Kultur. Reclam, Stuttgart 1983, ISBN 3-15-010316-9
  - Winfried Elliger: Karthago. Stadt der Punier, Römer, Christen. Kohlhammer, Stuttgart 1990, ISBN 3-17-010185-4
  - Werner Huß: Karthago. Beck, München 1995, ISBN 3-406-39825-1
  - Friedrich Rakob (Hrsg.): Die deutschen Ausgrabungen in Karthago. Bd. 1–3, Zabern, Mainz 1991-1999
  - Jürgen Süß u. a.: Karthago. Macht und Reichtum der antiken Großmacht. MediaCultura, Brühl 2004, ISBN 3-00-014215-0 (CD-ROM)
  - Hans Georg Niemeyer (Hrsg.): Karthago. Die Ergebnisse der Hamburger Grabung unter dem Decumanus Maximus. Bd. 1-2, Zabern, Mainz 2007, ISBN 978-3-8053-3684-0
  - Christoph Eger: Vandalische Grabfunde aus Karthago. Germania 79, 2001, 347-390